# Морозов, Яков Епифанович
Яков Епифанович Морозов (31 октября 1903, д. Мартыново, Кесово-Горская волость, Тверская губерния - неизвестно) — министр промышленности строительных материалов Казахской ССР.

## Биография
Морозов Яков Епифанович родился 31 октября 1903 года в деревне Мартыново Кесово-Горской волости Тверской губернии. Член ВКП(б) с 1931 года (партбилет №1602372).

### Образование
В 1926–1930 годах обучался в Ленинградском государственном университете по специальности юрист-экономист.

### Трудовая деятельность
Свой трудовой путь начал в сельском хозяйстве отца (1915–1918), продолжил учёбу в Бежецке (1918–1923), после чего вновь работал в личном хозяйстве. 
В 1925–1926 годах — чернорабочий трудовой артели «Юный труженик» в Ленинграде.
С 1930 года занимал ответственные должности в финансовых и кооперативных органах Казахской ССР.
В 1930–1931 годах - инспектор Илийского райфо Алма-Атинской области и Самарского райфо Восточно-Казахстанской области.
В 1931–1932 годах - председатель райхлебживсоюза и райколхозсоюза в Курчумском районе Восточно-Казахстанской области.
В 1932–1933 годах - заместитель заведующего Курчумского райзо Восточно-Казахстанской области.
В 1933–1935 годах - заместитель заведующего ОРГО облисполкома Восточно-Казахстанской области.
В 1935–1938 годах - председатель Предгорненского райисполкома Восточно-Казахстанской области.
В 1938–1940 годах - заместитель председателя оргкомитета, затем Павлодарского облисполкома.
В 1940–1941 годах - консультант в Совете Народных Комиссаров Казахской ССР.
В 1941–1943 годах - помощник заведующего и заместитель заведующего секретариатом Совета Народных Комиссаров Казахской ССР.
В 1943–1945 годах - начальник группы оборонной промышленности Совета Народных Комиссаров Казахской ССР.
С 1945 года — начальник Главного управления промышленности строительных материалов при Совете Народных Комиссаров Казахской ССР.
С 1947 года — министр промышленности строительных материалов Казахской ССР.
С апреля 1955 года — заместитель председателя Совета промысловой кооперации Казахской ССР. 

### Общественная деятельность
Депутат Верховного Совета Казахской ССР II созыва (1947—1951) от Кушмурунского округа Кустанайской области.
Депутат Верховного Совета Казахской ССР III созыва (1951—1955) от Успеновского округа Джамбулской области.

## Награды
Награждён медалью «За победу над Германией в Великой Отечественной войне 1941–1945 гг.», а также знаком «15 лет Казахской ССР». 